# Tillandsia yutaninoensis
Tillandsia yutaninoensis är en gräsväxtart som beskrevs av Renate Ehlers och Lautner. Tillandsia yutaninoensis ingår i släktet Tillandsia och familjen Bromeliaceae. Inga underarter finns listade i Catalogue of Life.